# Al-Mu’a
Al-Mu’a (arab. الموعة) – miejscowość w Syrii, w muhafazie Hama. W 2004 roku liczyła 3776 mieszkańców.